# فينس لويد
فينس لويد (بالإنجليزية: Vince Lloyd)‏ هو مذيع ‏ ومعلق رياضي أمريكي، ولد في 1 يونيو 1917، وتوفي في 3 يوليو 2003 بسبب سرطان المعدة.